# Бліканазавр
Бліканазавр (Blikanazaur, Blikanasaurus cromptoni) — рослиноїдний чотириногий динозавр з родини бліканозаврів (Blikanasauridae).
Назва його означає — ящір з гори Блікана.
Жив у тріасовому періоді (прибл. 228–210 млн років тому) на теренах південної Африки. Міг пересуватися як на двох, так і на чотирьох ногах.
Завдовжки близько 3-5 м, маса тіла близько 450 кг. Його рештки знайдено в  ПАР.
Ранній динозавр, щодо якого не має певності, чи то його відносити до прозавроподів, чи вже до завроподів.